# Nymphargus luteopunctatus
Nymphargus luteopunctatus es una especie de anfibio anuro de la familia Centrolenidae.

## Distribución geográfica
Esta especie es endémica del departamento de Cauca en Colombia. Habita entre los 1200 y 1500 m de altitud en el lado occidental de la Cordillera Occidental.

## Publicación original
- Ruiz-Carranza & Lynch, 1996 : Ranas centrolenidos de Colombia. IX. Dos nuevas especies del suroeste de Colombia. Lozania, vol. 68, p. 1-11.[5]